# Antonio Foresti
Cet article comprend des extraits de la Biographie universelle ancienne et moderne de Louis-Gabriel Michaud. Il est possible de supprimer cette indication, si le texte reflète le savoir actuel sur ce thème, si les sources sont citées, s'il satisfait aux exigences linguistiques actuelles et s'il ne contient pas de propos qui vont à l'encontre des règles de neutralité de Wikipédia.
Antonio Foresti (né le 12 janvier 1625 à Carpi et mort le 25 août 1692 à Parme) est un jésuite et historien italien.

## Biographie
Né à Carpi dans le duché de Modène le 12 janvier 1625, est principalement connu par l’ouvrage suivant : Mappamondo istorico, overo descrizione di tutti imperi del mundo, delle vite dei pontefici, e i fatti più illustri dell’antica e moderna storia, Parme, 1690 et ann. suiv., 6 vol. in-4°. On n’avait pas encore osé entreprendre une histoire universelle sur un plan aussi étendu ; mais Foresti mérite bien plus d’éloges pour avoir formé ce plan que pour la manière dont il l’a exécuté. Il mourut le 25 août 1692 avant d’avoir terminé son travail. Le célèbre Apostolo Zeno le continua et publia les quatre volumes suivants, qui contiennent l’histoire des rois d’Angleterre, d’Écosse, de Suède, de Danemark, des ducs de Holstein et des comtes de Gueldre. Le marquis Domenico Suarez a donné le 11e volume, qui traite des califes ; et le docteur Silvio Grandi le 12e, qui renferme l’histoire de la Chine. Ce grand ouvrage a été réimprimé à Venise en 1745, 14 vol. in-4°. Il avait été traduit en allemand par George Schlueter, Augsbourg, 1716-1718, 6 vol. in-fol.

## Ouvrages ascétiques
Foresti composa trois ouvrages spirituels qui connurent un durable succès :
- I conforti celesti inviati alla milizia cristiana della sacra lega, Parme, 1686 ; Venise, 1689, in-12 ;
- Il sentiero della sapienza mostrato a’ giovani studenti, Parme, 1689 ; Parme-Venise, 1690 ; dernière éd., Modène, 2 vol., 1847 ; deux traductions latines, la seconde à Munich, 1757 ;
- La strada al santuario mostrata a’ chierici i quali aspirano al sacerdozio, publié après sa mort par son frère Ernest, jésuite (Modène, 1694 ; Ferrare, 1696 ; Rome, 1709, modifié ; trad. latine par J. Pemble, Semita ad sanctuarium…, Cologne, 1747) ; l'ouvrage eut une quinzaine d'éditions au 18e siècle et six au 19e ; il a été adapté en français : Le chemin du sanctuaire… (Paris, 1842, 1843).

On conserve à la bibliothèque ducale de Modène des Mélanges historiques du P. Foresti et ses Lectiones in S. Scripturam.